# Azzy
Isabela Oliveira da Silva, mais conhecida pelo seu nome artístico Azzy (São Gonçalo, 24 de fevereiro de 2001), é uma rapper, cantora e atriz brasileira. Foi destaque no Rock in Rio em 2022. Em 2023, estreou na atuação interpretando a personagem Ivy na novela Vai na Fé, da TV Globo.

## Biografia
Azzy nasceu em São Gonçalo, no Rio de Janeiro, e é uma das cantoras de maior sucesso da nova geração de rappers no Brasil. Desde pequena, sempre esteve envolvida com as artes e participava de várias ações em sua escola. Em 2023, estreou na novela das sete Vai na Fé.

## Filmografia

### Televisão
| Ano  | Título    | Personagem                | Ref.  |
| ---- | --------- | ------------------------- | ----- |
| 2023 | Vai na Fé | Ivy Gouveia (Ivy Furacão) | [ 8 ] |

Cinema
| Ano  | Título                | Personagem | Notas     |
| ---- | --------------------- | ---------- | --------- |
| 2025 | Confia: Sonho de Cria | Ela mesma  | Globoplay |

## Discografia
| Singles              | Data de lançamento      |
| -------------------- | ----------------------- |
| "Poesia Acústica #6" | 24 de dezembro de 2018  |
| "São Gonçalo"        | 19 de agosto de 2021    |
| "REVERSE"            | 24 de fevereiro de 2023 |